# خوسيه كروز غوتيريز
خوسيه كروز غوتيريز (بالإسبانية: José Cruz Gutiérrez)‏ (10 يونيو 1982 بغوادالاخارا في المكسيك - ) هو لاعب كرة قدم مكسيكي في مركز الهجوم. لعب مع نادي جامعة غوادالاخارا ونادي مونتيري وأتلاتيكو إيرابواتو وزاكاتيبيك ونادي كوريكامينوس ‏ وLobos BUAP ‏ وIndios de Ciudad Juárez Reserves ‏.

## وصلات خارجية
- خوسيه كروز غوتيريز على موقع قاعدة بيانات كرة القدم.إي يو (الإنجليزية)